# Tellervo protoneptunia
Tellervo protoneptunia är en fjärilsart som beskrevs av Edward Bagnall Poulton 1924. Tellervo protoneptunia ingår i släktet Tellervo och familjen praktfjärilar. Inga underarter finns listade i Catalogue of Life.